# Mouvement du Nid
Pour les articles homonymes, voir NID.
Le Mouvement du Nid est une association française féministe, laïque et abolitionniste de terrain qui « a pour but d'agir sur les causes et les conséquences de la prostitution en vue de sa disparition ». 
Ses actions principales sont la rencontre et l'accompagnement des personnes en situation de prostitution, la prévention auprès des jeunes et la sensibilisation des acteurs sociaux et du grand public.

## Objectifs
Du point de vue de ce mouvement, la prostitution est une activité incompatible avec le respect de la dignité humaine. Il n'a pas pour objectif d'interdire la prostitution, mais prône davantage de répression envers le proxénétisme et les clients. Selon lui, au delà de la répression, la disparition de la prostitution se réalisera par une politique sociale globale, une transformation des structures et un changement des mentalités.

## Histoire

### Années 1950 et 1960
Pendant les années 1950 et 1960, le Nid participe activement aux débats sur la prostitution, en France, au niveau international et dans l'Église catholique. 
Elle appuie l'adoption par la France en 1961 de la convention de l'ONU de 1949 « pour la répression de la traite des êtres humains et la répression de l'exploitation de la prostitution d'autrui ».
Le Nid est nommé expert pour la préparation du concile Vatican II. La prostitution est reconnue par l’Église catholique comme « une offense à la dignité humaine »,.
En 2018, le site Vivastreet est impliqué dans une information judiciaire ouverte contre X pour proxénétisme aggravé à la suite d'une plainte du Mouvement du Nid et ferme alors sa rubrique "Rencontres".

### Engagement pour la pénalisation du client
Le Mouvement du Nid s'est opposé fermement à la loi réprimant le racolage, y compris passif, loi dite Sarkozy, de la sécurité intérieure, de 2003.
À l'occasion des 50 ans de la convention de l'ONU, le Mouvement du Nid a organisé six colloques à travers la France pour faire le bilan de la politique de la France par rapport à la prostitution.
En 2016, à la suite de l'affaire dite du Carlton, le Mouvement du Nid lance une campagne d'affichage et de diffusion d'une courte vidéo soulignant la complicité des clients de la prostitution dans le proxénétisme, s'articulant autour du slogan « Dans la vie d'une prostituée, seuls ses bourreaux prennent du plaisir ». Laurence Rossignol, alors ministre des Familles, de l'Enfance et des Droits des femmes, assiste à l'avant-première de la projection à Paris.
Le 6 avril 2016, le parlement adopte un texte de loi pénalisant d'une amende de 1 500€ l'achat de contact sexuel, ce dont l'association se félicite.

Logo de l'association jusqu'en 2011

## Distinctions
- 2017 : La délégation du Bas-Rhin se voit décerner le Prix du citoyen européen[10].

## Publications
- Prostitution et Société
- Pour toi Sandra
- Dérapages
- Les Vénus Enchaînées
- La Vie en Rouge[11]